# 350 nanòmetres
| Tecnologia | Any  |
| ---------- | ---- |
| 10 um      | 1971 |
| 6 um       | 1974 |
| 3 um       | 1977 |
| 1,5 um     | 1982 |
| 1 um       | 1985 |
| 800 nm     | 1898 |
| 600 nm     | 1994 |
| 350 nm     | 1995 |
| 250 nm     | 1997 |
| 180 nm     | 1999 |
| 130 nm     | 2001 |
| 90 nm      | 2004 |
| 65 nm      | 2006 |
| 45 nm      | 2008 |
| 32 nm      | 2010 |
| 22 nm      | 2012 |
| 14 nm      | 2014 |
| 10 nm      | 2017 |
| 7 nm       | 2018 |
| 5 nm       | 2020 |

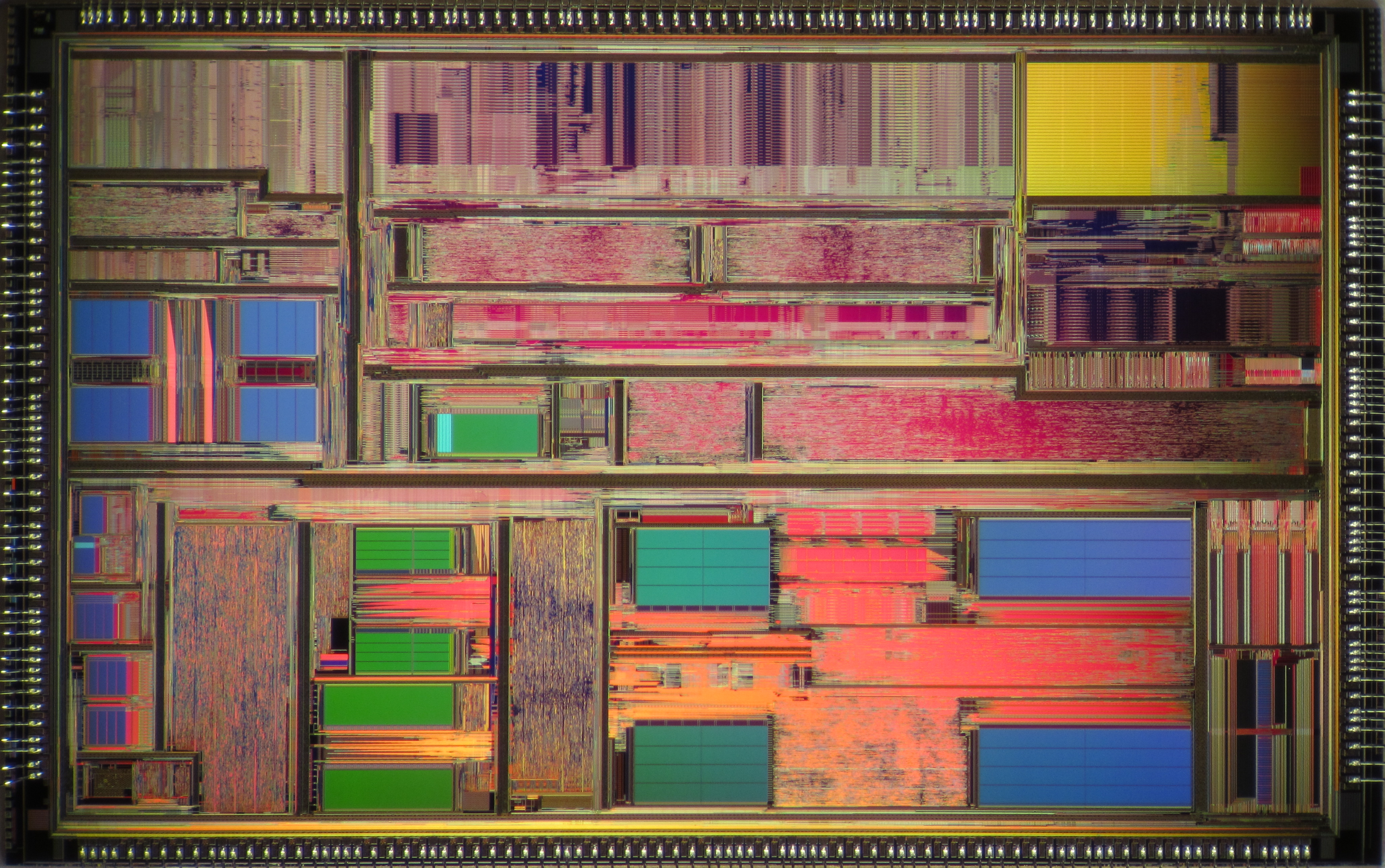
Fig.1 Exemple de tecnologia de 350 nm : dau d'AMD K5

350 nanòmetres (350 nm) és una tecnologia de fabricació de semiconductors en què els components tenen una dimensió de 350 nm. És una millora de la tecnologia de 600 nm. La llei de Moore diu que la superfície és redueix a la meitat cada 2 anys, per tant el costat del quadrat de la nova tecnologia serà de {\displaystyle 350\simeq {\frac {600}{\sqrt {2}}}}. Sabent que els àtoms de silici tenen una distància entre ells de 0,543 nm, llavors el transistor té de l'ordre de 644 àtoms de llargada.

## Tecnologia emprada
- Tecnologia de litografia millorada.

## Processadors
| Fabricant | Data | CPU             | Notes       |
| --------- | ---- | --------------- | ----------- |
| Intel     | 1995 | Pentium Pro, II |             |
| AMD       | 1996 | K5              |             |
| NEC       | 2004 | VR4300          | Nintendo 64 |

| Fabricant                | Intel    | Intel    | IBM   | IBM      | AMD   | AMD      | AMD     | AMD      | DEC    | DEC      | Fujitsu | Fujitsu  | IDT   | IDT      | NEC   | NEC      | TI    | TI       | Motorola   | Motorola   | Hitachi | Hitachi  |
| ------------------------ | -------- | -------- | ----- | -------- | ----- | -------- | ------- | -------- | ------ | -------- | ------- | -------- | ----- | -------- | ----- | -------- | ----- | -------- | ---------- | ---------- | ------- | -------- |
| Nom del procés           | P854     | P854     |       |          | CS-34 | CS-34    | CS-34EX | CS-34EX  | CMOS-6 | CMOS-6   | CS-60   | CS-60    |       |          |       |          |       |          | HiPerMOS 2 | HiPerMOS 2 |         |          |
| Primera producció        | 1994     | 1994     | 1994  | 1994     | 1995  | 1995     |         |          | 1995   | 1995     | 1996    | 1996     | 1996  | 1996     | 1995  | 1995     | 1997  | 1997     | 1996       | 1996       |         |          |
| Capes de Metal           | 4        | 4        | 5     | 5        | 5     | 5        | 5       | 5        | 6      | 6        | 5       | 5        | 3     | 3        | 4     | 4        | 5     | 5        |            |            |         |          |
|                          | Valor    | 500 nm Δ | Valor | 500 nm Δ | Valor | 500 nm Δ | Valor   | 500 nm Δ | Valor  | 500 nm Δ | Valor   | 500 nm Δ | Valor | 500 nm Δ | Valor | 500 nm Δ | Valor | 500 nm Δ | Valor      | 500 nm Δ   | Valor   | 500 nm Δ |
| Pas de contacte de porta | 550 nm   | ?x       | ? nm  | ?x       | ? nm  | ?x       | ? nm    | ?x       | ? nm   | ?x       | ? nm    | ?x       | ? nm  | ?x       | ? nm  | ?x       | ? nm  | ?x       | ? nm       | ?x         | ? nm    | ?x       |
| Pas de connexió          | 880 nm   | ?x       | ? nm  | ?x       | ? nm  | ?x       | ? nm    | ?x       | ? nm   | ?x       | ? nm    | ?x       | ? nm  | ?x       | ? nm  | ?x       | ? nm  | ?x       | ? nm       | ?x         | ? nm    | ?x       |
| Cel·lula 1 bit de RAM    | 18.1 µm² | 0.41x    | ? µm² | ?x       | ? µm² | ?x       | ? µm²   | ?x       | ? µm²  | ?x       | ? µm²   | ?x       | ? µm² | ?x       | ? µm² | ?x       | ? µm² | ?x       | 21.67 µm²  | ?x         | ? µm²   | ?x       |